# Стил (Северна Дакота)
Стил (енгл. Steele) град је у америчкој савезној држави Северна Дакота.

## Демографија
По попису из 2010. године број становника је 715, што је 46 (-6,0%) становника мање него 2000. године.
| Група             | 2000.       | 2010.       |
| Белци             | 758 (99,6%) | 682 (95,4%) |
| Афроамериканци    | 1 (0,1%)    | 5 (0,7%)    |
| Азијати           | 0 (0,0%)    | 15 (2,1%)   |
| Хиспаноамериканци | 0 (0,0%)    | 11 (1,5%)   |
| Укупно            | 761         | 715         |